# Alberto di Sassonia-Altenburg
Alberto Enrico Giuseppe Carlo Vittorio Giorgio Federico di Sassonia-Altenburg (Monaco di Baviera, 14 aprile 1843 – Serrahn, 22 maggio 1902) è stato un membro della casa di Sassonia-Altenburg.

## Biografia
Il principe Alberto era figlio del principe Edoardo di Sassonia-Altenburg, a sua volta figlio ultimogenito del duca Federico di Sassonia-Altenburg, e della sua seconda moglie, la principessina Luisa di Reuss-Greiz, figlia del principe Enrico XIX di Reuss-Greiz e della principessa Gasparina di Rohan-Rochefort.
Alberto seguì per volere del padre degli studi di tipo militari, venendo educato all'Accademia Militare di Stoccarda, nonostante avesse degli interessi più scientifici, particolarmente nella fisica e nella chimica, ma nonostante ciò continuò gli studi militari fino alla morte del padre avvenuta nel 1852, lasciando allora la carriera militare per gli studi ginnasiali e si laureò all'Università di Lipsia; spinto da amici e parenti, decise di intraprendere comunque la carriera militare in un reggimento di cavalleria degli ulani, nell'esercito prussiano, e fu un importante sostenitore della politica unionista di Bismarck, del quale era anche amico, e partecipò come colonnello di un reggimento di ulani alla Battaglia di Sadowa contro gli austriaci; fu poi inviato come ambasciatore a San Pietroburgo, dove conobbe lo zar Alessandro III, del quale divenne amico apprezzandone le maniere autoritarie e il disprezzo condiviso per la borghesia; in questo il principe Alberto fu molto diverso dal padre, che era stato invece un sostenitore delle idee liberali.
Alberto scrisse anche alcuni trattati di chimica, dimostrandosi un acuto osservatore scientifico, e nel 1887 fu candidato per il premio scientifico alla Sorbona, respinto a causa del crescente nazionalismo francese; nonostante ciò ricevette una medaglia dall'Università di Berlino e il grado onorario di tenente generale dall'imperatore Guglielmo II.
Nel 1885 aveva sposato a Berlino la principessina Maria di Prussia, figlia del principe Federico Carlo di Prussia (a sua volta figlio del principe Carlo di Prussia, figlio di Federico Guglielmo III).

## Discendenza
Alberto e Maria ebbero due figlie:
- Principessa Olga Elisabetta (1886-1955), sposò Carl Friedrich, Conte von Pückler-Burghauss e Freiherr von Groditz;
- Principessa Maria (1888-1947), sposò il principe Enrico XXXV di Reuss-Kostritz.

## Ascendenza
|                                           |                            |                                           | Genitori                                               |  |  | Nonni |  |  | Bisnonni                                        |  |  | Trisnonni                                      |  |
|                                           |                            |                                           |                                                        |  |  |       |  |  | Ernesto Federico III di Sassonia-Hildburghausen |  |  | Ernesto Federico II di Sassonia-Hildburghausen |  |
|                                           |                            |                                           |                                                        |  |  |       |  |  | Ernesto Federico III di Sassonia-Hildburghausen |  |  | Ernesto Federico II di Sassonia-Hildburghausen |  |
|                                           |                            | Carolina di Erbach-Fürstenau              |                                                        |  |  |       |  |  | Ernesto Federico III di Sassonia-Hildburghausen |  |  |                                                |  |
| Federico di Sassonia-Altenburg            |                            |                                           |                                                        |  |  |       |  |  | Ernesto Federico III di Sassonia-Hildburghausen |  |  |                                                |  |
|                                           |                            | Ernestina Augusta di Sassonia-Weimar      | Ernesto Augusto I di Sassonia-Weimar                   |  |  |       |  |  |                                                 |  |  |                                                |  |
|                                           |                            | Ernestina Augusta di Sassonia-Weimar      | Ernesto Augusto I di Sassonia-Weimar                   |  |  |       |  |  |                                                 |  |  |                                                |  |
|                                           |                            | Ernestina Augusta di Sassonia-Weimar      | Sofia Carlotta di Brandenburgo-Bayreuth                |  |  |       |  |  |                                                 |  |  |                                                |  |
| Edoardo di Sassonia-Altenburg             |                            | Ernestina Augusta di Sassonia-Weimar      |                                                        |  |  |       |  |  |                                                 |  |  |                                                |  |
|                                           |                            | Carlo II di Meclemburgo-Strelitz          | Carlo Ludovico Federico di Meclemburgo-Strelitz        |  |  |       |  |  |                                                 |  |  |                                                |  |
|                                           |                            | Carlo II di Meclemburgo-Strelitz          | Carlo Ludovico Federico di Meclemburgo-Strelitz        |  |  |       |  |  |                                                 |  |  |                                                |  |
|                                           |                            | Carlo II di Meclemburgo-Strelitz          | Elisabetta Albertina di Sassonia-Hildburghausen        |  |  |       |  |  |                                                 |  |  |                                                |  |
| Carlotta Giorgina di Meclemburgo-Strelitz |                            | Carlo II di Meclemburgo-Strelitz          |                                                        |  |  |       |  |  |                                                 |  |  |                                                |  |
|                                           |                            | Federica Carolina Luisa d'Assia-Darmstadt | Giorgio Guglielmo d'Assia-Darmstadt                    |  |  |       |  |  |                                                 |  |  |                                                |  |
|                                           |                            | Federica Carolina Luisa d'Assia-Darmstadt | Giorgio Guglielmo d'Assia-Darmstadt                    |  |  |       |  |  |                                                 |  |  |                                                |  |
|                                           |                            | Federica Carolina Luisa d'Assia-Darmstadt | Maria Luisa Albertina di Leiningen-Dagsburg-Falkenburg |  |  |       |  |  |                                                 |  |  |                                                |  |
| Alberto di Sassonia-Altenburg             |                            | Federica Carolina Luisa d'Assia-Darmstadt |                                                        |  |  |       |  |  |                                                 |  |  |                                                |  |
|                                           | Enrico XIII di Reuss-Greiz | Enrico XI di Reuss-Greiz                  |                                                        |  |  |       |  |  |                                                 |  |  |                                                |  |
|                                           | Enrico XIII di Reuss-Greiz | Enrico XI di Reuss-Greiz                  |                                                        |  |  |       |  |  |                                                 |  |  |                                                |  |
|                                           | Enrico XIII di Reuss-Greiz | Corradina di Reuss-Köstritz               |                                                        |  |  |       |  |  |                                                 |  |  |                                                |  |
| Enrico XIX di Reuss-Greiz                 | Enrico XIII di Reuss-Greiz |                                           |                                                        |  |  |       |  |  |                                                 |  |  |                                                |  |
|                                           |                            | Luisa di Nassau-Weilburg                  | Carlo Cristiano di Nassau-Weilburg                     |  |  |       |  |  |                                                 |  |  |                                                |  |
|                                           |                            | Luisa di Nassau-Weilburg                  | Carlo Cristiano di Nassau-Weilburg                     |  |  |       |  |  |                                                 |  |  |                                                |  |
|                                           |                            | Luisa di Nassau-Weilburg                  | Carolina d'Orange-Nassau                               |  |  |       |  |  |                                                 |  |  |                                                |  |
| Luisa di Reuss-Greiz                      |                            | Luisa di Nassau-Weilburg                  |                                                        |  |  |       |  |  |                                                 |  |  |                                                |  |
|                                           |                            | Charles Louis Gaspard de Rohan-Rochefort  | Charles Jules Armand de Rohan-Rochefort                |  |  |       |  |  |                                                 |  |  |                                                |  |
|                                           |                            | Charles Louis Gaspard de Rohan-Rochefort  | Charles Jules Armand de Rohan-Rochefort                |  |  |       |  |  |                                                 |  |  |                                                |  |
|                                           |                            | Charles Louis Gaspard de Rohan-Rochefort  | Marie-Henriette d'Orléans-Rothelin                     |  |  |       |  |  |                                                 |  |  |                                                |  |
| Gasparine de Rohan-Rochefort              |                            | Charles Louis Gaspard de Rohan-Rochefort  |                                                        |  |  |       |  |  |                                                 |  |  |                                                |  |
|                                           |                            | Marie Louise Joséphine de Rohan           | Henri Louis de Rohan-Guéméné                           |  |  |       |  |  |                                                 |  |  |                                                |  |
|                                           |                            | Marie Louise Joséphine de Rohan           | Henri Louis de Rohan-Guéméné                           |  |  |       |  |  |                                                 |  |  |                                                |  |
|                                           |                            | Marie Louise Joséphine de Rohan           | Victoire Armande Josèphe de Rohan-Soubise              |  |  |       |  |  |                                                 |  |  |                                                |  |
|                                           |                            | Marie Louise Joséphine de Rohan           |                                                        |  |  |       |  |  |                                                 |  |  |                                                |  |